# Saint-Guyomard
Saint-Guyomard é uma comuna francesa na região administrativa da Bretanha, no departamento Morbihan. Estende-se por uma área de 19,8 km². Em 2015 a comuna tinha 1 352 hab. (com uma densidade de 69 hab/km²) divididos em 389 famílias. 